# Kamoke
Kamoke (en ourdou : کامونکی ; Kāmoke ou Kāmoki) est une ville pakistanaise, et capitale du district de Gujranwala, dans la province du Pendjab. Elle est située à environ 20 kilomètres au sud de Gujranwala. Elle est la deuxième plus grande ville du district.
La population s'élevait à 152 288 habitants en 1998. Le recensement de 2017 indique une population de 249 767, soit une croissance annuelle moyenne de 2,6 % depuis 1998, un peu supérieure à la moyenne nationale de 2,4 %. En 2023, la population de la ville monte à 292 023 habitants.
La ville est essentiellement pendjabie, puisque près de 97 % des habitants en parlent la langue, tandis qu'environ 3 % des habitants ont l'ourdou pour langue maternelle.
Essentiellement musulmane, la ville inclut une petite minorité chrétienne, comptant plus de 5 000 fidèles, presque 2 % des habitants de la ville.
Le taux d'alphabétisation de la ville s'élève à 75 % en 2023 (contre une moyenne nationale de 61 %), dont 76 % pour les hommes et 73 % pour les femmes.
|            | 1972 (rec.) | 1981 (rec.) | 1998 (rec.) | 2017 (rec.) | 2023 (rec.) |
| ---------- | ----------- | ----------- | ----------- | ----------- | ----------- |
| Population | 50 257      | 71 097      | 152 288     | 249 767     | 292 023     |

Kamoke possède des industries de riz basmati. La Grand Trunk Road passe par cette ville. Elle relie Kamoke avec Lahore au sud, et avec Gujranwala et Peshawar au nord.